# Hyponerita pinon
Hyponerita pinon là một loài bướm đêm thuộc phân họ Arctiinae, họ Erebidae.